# Bejnart III
Bejnart III (Beynart III) – polski herb szlachecki, odmiana herbu Abdank.

## Opis herbu
Opis zgodnie z klasycznymi regułami blazonowania:
W polu czerwonym łękawica srebrna, której boczne krokwie przeszyte prawa takąż strzałą w skos lewy w górę, lewa takąż strzałą w skos w dół. Klejnot: Trzy pióra strusie.

## Najwcześniejsze wzmianki
Nieznana geneza odmiany.

## Herbowni
Bejnart, Beynart.